# Health (magazine)
Pour les articles homonymes, voir Health.
Health (précédemment In Health) est un magazine américain spécialisé dans la santé féminine.

## Description
Health (anciennement « In Health ») est un magazine américain consacré à la santé des femmes, appartenant à Dotdash Meredith. Les sujets abordés dans le magazine vont d'un régime alimentaire inadéquat à la gestion des problèmes de la vie tels que les relations  et le stress. En outre, ce site web propose les dernières tendances de la mode et des conseils de beauté, diverses recettes de cuisine et des articles connexes qui peuvent encourager les gens à être heureux et en bonne santé.
Depuis 1999, Health publie ses prix de beauté annuels, qui mettent en avant les meilleurs produits dans des catégories de santé comme les soins de la peau. Il présente occasionnellement des articles de couverture sur des célébrités telles que Marcia Cross et Elisabeth Röhm, ainsi que des conseils de Bethenny Frankel, une chef cuisinière.
Depuis 2017, la publication est dirigée par Lori Leibovich, qui a tenté de transformer le magazine en une publication de santé axée sur le numérique
.
Le site d'évaluation des actualités NewsGuard considère la publication comme fiable, notant qu'elle évite les titres trompeurs et ne publie pas de faux contenu de manière répétée, bien qu'il note également que le site web ne sépare pas toujours clairement le contenu sponsorisé de l'écriture originale.
En 2019, Health a lancé « Balance by Health » un chatbot Facebook et une plateforme de marque à 360 Wellness Warriors .
En novembre 2019, Meredith Corporation annonce qu'elle investit davantage dans le magazine annonçant que Cheryl Brown rejoint le magazine en tant que rédactrice en chef.
En 2021, Meredith Corporation est rachetée par IAC,.
En février 2022, Health met fin aux publications imprimées et passe à un format entièrement numérique.